# Ubisoft São Paulo
Ubisoft São Paulo is een Braziliaans computerspelbedrijf. In 2008 werd het opgericht als een dochterbedrijf van Ubisoft; het eerste dochterbedrijf van Ubisoft gevestigd in Zuid-Amerika. In 2009 werd de Braziliaanse studio Southlogic Studios overgenomen door Ubisoft, die daarna werd gefuseerd met Ubisoft São Paulo.
Het originele plan was om het originele team van 20 man in 2008 binnen vier jaar uit te breiden naar een team van 200 man. In 2010 kwam echter het bericht naar buiten dat de studio zijn productieafdeling zou sluiten wegens tegenvallende resultaten. Hedendaags richt de studio zich enkel op de distributie en detailhandel voor computerspellen van Ubisoft.

## Ontwikkelde spellen
| Release | Titel                           | Platform                          |
| ------- | ------------------------------- | --------------------------------- |
| 2009    | Imagine: Detective              | Nintendo DS                       |
| 2009    | Imagine: Party Planner          | Nintendo DS                       |
| 2010    | Michael Jackson: The Experience | Nintendo DS, PlayStation Portable |